# Caso Saweto
El caso Saweto fue un proceso judicial por la masacre/asesinato selectivo en septiembre de 2014 de cuatro dirigentes indígenas de la comunidad nativa ashéninka Alto Tamaya - Saweto, ubicada en el distrito de Masisea, provincia de Coronel Portillo, región Ucayali, Perú. El líder indígena ashéninka Edwin Chota viajaba junto a Jorge Ríos, Francisco Pinedo y Leoncio Quinticima hacia la comunidad indígena Apiwtxa en Brasil, zona fronteriza con Perú, siendo emboscados y asesinados a disparos por madereros ilegales a quiénes venían denunciando por la extracción de madera y tala ilegal de bosques primarios desde hace varios años.

## Antecedentes
La zona fronteriza de Alto Tamaya- Saweto desde la década del 2000 sufrió el incremento en la intensidad de la extracción maderera. En enero de 2002, durante el gobierno de Alejandro Toledo, se decretó la Resolución Ministerial No 026-2002-AG que creó los Bosques de Producción Permanente de Ucayali para el aprovechamiento de madera y otros recursos forestales que demarcaba áreas correspondiente a 4 millones de hectáreas de bosques de Amazonía cuyas áreas se superponen al área de titulación solicitada por la comunidad nativa de Alto Tamaya Saweto, perteneciente al pueblo indígena Ashéninka y reconocida como tal el 22 de abril de 2003.
En febrero de 2008, el líder de la comunidad, Edwin Chota, denunció ante la Administración Técnica Forestal de Pucallpa a Eurico Mapes Gómez y a los hermanos Atachi Félix como taladores ilegales que operaban en la zona de Alto Tamaya-Saweto. Esta denuncia se trasladó a la Fiscalía del Medio Ambiente (Fema) Ucayali, pero fue archivada por falta de pruebas.
En el 2013, el defensor ambiental siguió el curso de la madera talada en Saweto hasta Pucallpa al aserradero Forza Nuova EIRL, donde fueron descargados más de 900 trozos de madera que fueron intervenidos por la Fiscalía Especializada en Materia Ambiental de Pucallpa. Al año siguiente, en el mes de agosto y después de 6 años de gestiones impulsadas por la comunidad, los representantes del Organismo Supervisor de Recursos Forestales y Fauna Silvestre (Osinfor) realizaron una diligencia por las denuncias realizadas en la cual Chota acompañó. Esta fue su última participación días antes de su asesinato.

## Cronología de los hechos
El 31 de agosto de 2014, Ergilia Rengifo, esposa de Jorge Ríos, llevó en un viaje de más de 8 horas en bote por el río Tamaya a los cuatro dirigentes ashéninkas hasta un sector conocido como varadero de Cañaña y retornó a su comunidad. A la mañana siguiente, el 1 de septiembre, los comuneros caminaron por  la selva amazónica hacia la comunidad indígena de Apiwtza, en Brasil, donde se realizaría un encuentro con defensores  de los territorios indígenas y el bosque en esta zona fronteriza. Cerca de la quebrada Putaya sufrieron una emboscada siendo interceptados por peones de la empresa maderera a la cual venían denunciando; fueron torturados y asesinados a balazos y, posteriormente, abandonaron sus cuerpos en la zona.
Por la tarde del sábado 6 de septiembre de 2014, sobre una quebrada los cuerpos fueron encontrados  por un cazador de Saweto que retornaba al pueblo por la ruta que seguían los dirigentes. Estos restos presentaban evidencias de ataques con cuchillo y balas de escopeta. Al llegar con la noticia al pueblo, se organizó una comitiva para viajar a Pucallpa e informar de lo sucedido. Asimismo, en la zona donde ocurrieron los hechos, la Policía Nacional del Perú encontró días después varios restos óseos incinerados correspondientes a un fémur, una tibia y partes del pie que pertenecían a los comuneros indígenas.
En 2015, un año después del asesinato de sus líderes, la comunidad nativa Alto Tamaya- Saweto obtuvo la titulación de sus tierras siéndoles reconocidas por el Estado Peruano alrededor de 80 000 hectáreas de territorio indígena.

## Proceso judicial
En junio de 2022, casi 8 años después del asesinato de los dirigentes ashéninka Edwin Chota, Jorge Ríos Pérez, Leoncio Quintisima Meléndez y Francisco Pinedo Ramírez, se inició la etapa de juicio oral contra los madereros ilegales acusados del cuádruple crimen. El Juzgado Penal Colegiado Permanente de Ucayali estuvo conformado por los jueces Asela Isabel Barbarán Ríos, Janethe Sandra Pizarro Osorio y Roy Roger Ruiz Dávila.
En febrero de 2023, la Corte Superior de Justicia de Ucayali sentenció en primera instancia a 28 años y 3 meses de prisión efectiva a Hugo Soria Flores y José Estrada Huayta, investigados por el delito de homicidio calificado con alevosía como autores intelectuales del hecho, y a los hermanos Segundo y Josimar Atachi Felix, quienes son sindicados como autores materiales del crimen de los 4 líderes ashéninkas. Sin embargo, la pena de cárcel no fue efectiva para ninguno de los implicados debido a la presentación de recursos de apelación recurso de apelación de parte de sus abogados.
El 29 de agosto de 2023 en audiencia pública la primera Sala Penal de Apelaciones de la Corte de Justicia de Ucayali a cargo de los jueces Hermógenes Lima Chayña, Federik Rivera Berrospi y Jonatan Basagoitia declaró nula la sentencia en primera instancia del caso Saweto para todos los implicados, además de solicitar un nuevo juicio oral en primera instancia con otro Colegiado y al pago de S/ 200 000 por concepto de reparación civil a los deudos volviendo a foja cero el proceso. Con la nulidad de la sentencia los acusados de homicidio continuarán en libertad, ya que a pesar de que fueron condenados en febrero de este año, todos ellos permanecieron libres por el recurso de apelación presentado.
El 11 de abril de 2024, la Corte Superior de Justicia de Ucayali condenó a 28 años y tres meses de cárcel efectiva a cuatro de los cinco acusados por el asesinato de los líderes ashéninkas Edwin Chota, Leoncio Quintisima, Francisco Pinedo y Jorge Ríos, perpetrado el 1 de septiembre de 2014.

## Reacciones al caso Saweto
La ministra del Ambiente, Albina Ruiz, expresó su indignación de la anulación de la sentencia, en primera instancia, a los investigados del Caso Saweto  por el asesinato de los 4 líderes indígenas que defendían su territorio de la tala ilegal en los bosques primarios en la zona de Alto Tamaya Saweto.
La Asociación Interétnica de Desarrollo de la Selva Peruana (AIDESEP), en un pronunciamiento público, rechazó  la nulidad de la sentencia condenatoria a los madereros ilegales acusados del asesinato de los líderes indígenas ashéninkas exigiendo justicia para las víctimas y protección de sus deudos. 

De parte de los familiares, Lina Ruiz Santillán, hija de Francisco Pinedo Ramírez, uno de los defensores asesinados, declaró que van a continuar luchando por justicia a pesar de las amenazas que reciben de parte de los madereros ilegales de la zona: 
«Nuestro padre que murió luchando por nuestros bosques, por nuestro futuro y ahora no podemos estar tranquilos, no podemos volver a la comunidad porque los madereros nos tienen amenazados. No nos vamos a quedar tranquilas con esta nulidad del juez, vamos a seguir luchando porque no se van a reír de nuestros muertos».
Asimismo, la Organización Regional Aidesep Ucayali (ORAU), organización en la que Edwin Chota participó, se pronunció señalando que continúan las presiones de parte de los madereros ilegales y mafias en sus territorios.